# 独生之国
《独生之国》（英語：One Child Nation）是2019年美国纪录片，由王男栿和张嘉玲共同执导，讲述了中华人民共和国于1979年到2015年施行的一孩政策所带来的影响。影片于2019年1月26日在圣丹斯电影节首映，获得美国大评审团奖纪录片奖，之后于2019年8月9日由亚马逊影业在全美放映。影片获得积极评价，获哥谭独立电影奖最佳纪录片奖提名.

## 制作
王男袱和张嘉玲导演是20世纪80年代计划生育时期出生的，两人对这项老百姓习以为常的政策所产生的后果知之甚少。后来，她移居美国并在2017年怀上第一胎，随即决定回到中国，探寻这场“人口战争”给她的家人、村子里的熟人、助产士、计生官员、记者和艺术家所造成的直接影响。

## 评价
影片于一间纽约和一间洛杉矶的电影院放映，首周末票房22,244美元。亚马逊表示“整个周末的场次座无虚席”。
汇总媒体烂番茄评论77条，新鲜度99%，平均得分8.51/10。网站共识写道：“《独生之国》极具启发性，以鲜明的清晰度探究了中国历史上痛苦的一章。”Metacritic25条评论，平均分85/100。
《好莱坞报道者》的大卫·鲁尼（David Rooney）认为影片是一部很宝贵的纪录片，严肃但吓人地描绘了这场政府控制的试验的阴暗面，同时称赞剪辑和配乐。